# Nāḩiyat Bi'r al Ḩulw al Wardīyah
Nāḩiyat Bi'r al Ḩulw al Wardīyah (arabiska: ناحية بئر الحلو الوردية) är ett subdistrikt i Syrien.   Det ligger i provinsen al-Hasakah, i den nordöstra delen av landet, 600 km nordost om huvudstaden Damaskus.
Trakten runt Nāḩiyat Bi'r al Ḩulw al Wardīyah består till största delen av jordbruksmark. Runt Nāḩiyat Bi'r al Ḩulw al Wardīyah är det ganska tätbefolkat, med 179 invånare per kvadratkilometer.